# Iben Dorner
Iben Dorner (* 19. Oktober 1978 in Holstebro) ist eine dänische Theater- und Filmschauspielerin.

## Leben
Iben Dorner spielte in den 1990er Jahren ihre ersten Rollen am Theater und im Film. Sie schloss 2003 ihr Studium der Theaterwissenschaft an der Universität Kopenhagen ab. Danach folgte bis 2007 ein Schauspiel-Studium am Odense Teater, zu dieser Zeit spielte sie überwiegend am Theater. Ab 2010 spielte sie als Sanne in der Serie Borgen – Gefährliche Seilschaften sowie 2011 in Nordlicht – Mörder ohne Reue.

## Filmografie (Auswahl)
- 1999: Guds børn
- 2008: Der Kandidat (Kandidaten)
- 2009: Sorte Kugler
- 2009: Der Pakt (Pagten, Fernsehserie, 20 Folgen)
- 2010: Die Wahrheit über Männer (Sandheden om mænd)
- 2010–2011: Borgen – Gefährliche Seilschaften (Borgen, Fernsehserie, 13 Folgen)
- 2011: Nordlicht – Mörder ohne Reue (Den som dræber, Fernsehserie, 8 Folgen)
- 2011: Bora Bora
- 2013: Tarok
- 2014: Der kleine Wichtel (Familien Jul)
- 2016: Klassefesten 3 – Dåben
- 2019: Tatort: Borowski und das Haus am Meer
- 2020: Thin Ice (Fernsehserie, 7 Folgen)
- 2021: Der Kastanienmann (Kastanjemanden, Fernsehserie)